# Epidendrum tetraceros
Epidendrum tetraceros är en orkidéart som beskrevs av Heinrich Gustav Reichenbach. Epidendrum tetraceros ingår i släktet Epidendrum och familjen orkidéer. Inga underarter finns listade i Catalogue of Life.